# Parafia św. Michała Archanioła w Haverhill
Parafia św. Michała Archanioła w Haverhill (ang. St. Michael the Archangel Parish) – parafia rzymskokatolicka położona w Haverhill w stanie Massachusetts w Stanach Zjednoczonych.
Była jedną z wielu etnicznych polonijnych parafii rzymskokatolickich w Nowej Anglii z mszą św. w j. polskim dla polskich imigrantów.
Parafia była pod wezwaniem św. Michała Archanioła.
Parafia ustanowiona 13 stycznia 1901, została zamknięta 29 sierpnia 1998 roku.